# Mycetophila pseudopicea
Mycetophila pseudopicea är en tvåvingeart som beskrevs av Duret 1983. Mycetophila pseudopicea ingår i släktet Mycetophila och familjen svampmyggor. Inga underarter finns listade i Catalogue of Life.